# Stade Francis-Le Blé
Stade Francis-Le Blé este un stadion cu multipple utilizări din Brest, Franța. În prezent este folosit mai ales pentru meciuri de fotbal și este stadionul principal al echipei Stade Brestois 29. Stadionul are o capacitate de 15.097 de spectatori. Stadionul este numit Francis Le Blé, fostul primar al orașului Brest, care a murit în 1982.